# Herleville
Herleville är en kommun i departementet Somme i regionen Hauts-de-France i norra Frankrike. Kommunen ligger i kantonen Chaulnes som tillhör arrondissementet Péronne. År 2022 hade Herleville 192 invånare.

## Befolkningsutveckling
Antalet invånare i kommunen Herleville
| Referens: INSEE |